# Pedro Queiroga Carrilho
Pedro Queiroga Carrilho (nascido 1983, Lisboa, Portugal) é um autor e empreendedor Português, mais conhecido pelo seu apoio à Educação Financeira e livros, nomeadamente "O Seu Primeiro Milhão" que foi o primeiro livro de finanças pessoais publicado por um Português para aquele país em 2008. Escreveu também "O Primeiro Milhão para Casais" e "Descubra o Milionário que há em si". Os seus livros foram traduzidos para Espanhol e para Português do Brasil.
A sua filosofia é fazer uma diferença para o melhor, gerando abundância em cada interação e servidindo como um líder e professor.
"O Seu Primeiro Milhão" esteve no top 10 de livros mais vendidos em Portugal por 12 semanas.
Pedro Queiroga Carrilho foi comentador em vários programas de televisão em Portugal sobre finanças pessoais e escreveu para vários meios publicitários nacionais.